# Jedini izlaz
Jedini izlaz è un film del 1958 diretto da Aleksandar Petrović e Vicko Raspor.